# Dulovo (Bulgaria)
Dulovo (in bulgaro Дулово?) è un comune bulgaro situato nella Regione di Silistra di 38 569 abitanti (dati 2009). La sede comunale è nella località omonima

## Località
Il comune è formato dall'insieme delle seguenti località:
- Boil
- Čerkovna
- Černik
- Černolik
- Dolec
- Dulovo (sede comunale)
- Grănčarovo
- Jarebica
- Kozjak
- Kolobăr
- Mežden
- Oven
- Okorš
- Orešene
- Paisievo
- Polkovnik Taslakovo
- Porojno
- Pravda
- Prohlada
- Razdel
- Rujno
- Sekulovo
- Skala
- Vărbino
- Vodno
- Vokil
- Zlatoklas